# Паола Гонзага
Вижте пояснителната страница за други личности с името Паола Гонзага.
Паола Гонзага (на италиански: Paola Gonzaga Sanvitale; * 1504, Сабионета, Графство Сабионета, † 1570, Фонтанелато, Херцогство Парма и Пиаченца) е италианска аристократка от рода Гонзага (клон Гонзага ди Сабионета е Боцоло) и чрез брак графиня Санвитале и господарка на Фонтанелато ̈(1516 – 1550).

## Произход
Тя е първата дъщеря и третото дете на Лудовико Гонзага (* 1480 † 1540), 2-ри граф на Родиго и господар на Сабионета, и на Франческа Фиески († сл. 1540). По бащина линия е внучка на Джанфранческо Гонзага, основателят на кадетския клон Сабионета на Дом Гонзага. Има пет братя и пет сестри:
- Луиджи, нар. „Родомонте“ (* 1500, † 1532), имперски капитан, съпруг на Изабела Колона
- Джанфранческо, нар. „Канино“ (* 1502, † 1539), съпруг на Луиджа Палавичини
- Пиро (* 1505, † 1529), кардинал 1528, епископ на Модена 1527
- Алфонсо († млад)
- Джан Федерико
- Иполита († 1571), господарка на Мирандола и графиня на Конкордия като съпруга на Галеото II Пико дела Мирандола
- Елеонора, съпруга на кавалер Джироламо Мартиненго, военен
- Катерина, монахиня
- Изабела, монахиня
- Джулия (* 1513, † 1566), херцогиня на Траето като съпруга на Веспасиано Колона

## Биография
През 1514 г. 10-годишната Паола е сгодена за Джанфранческо II Палавичино, господар на Дзибело, но той умира скоро след годежа.
През януари 1516 г. баща ѝ подписва брачен договор, с който тя става съпруга на Джан Галеацо Санвитале, граф на Фонтанелато. Паола пристига при съпруга си в замъка Фонтанело през 1520 г. Ражда му девет деца.
Дом Санвитале принадлежи към висшата аристокрация на Херцогство Парма и Пиаченца. Негови представители обслужват херцогския Дом Фарнезе. Техният родов замък се намира във Фонтанелато близо до Парма. Съпругът на Паола също е верен съюзник на френския крал Франсоа I и папите. Когато роднините на съпругата му, които подкрепят императора, се опитват да купят лоялността му, той категорично отхвърля предложението им. Синовете на Паола Джакомо Антонио, Роберто и Луиджи заемат високи позиции в дворовете на херцозите на Парма и на френските крале. Другият ѝ син Еукерио става важен църковен сановник и е посредник в преговорите между крал Франсоа I и херцог Отавио Фарнезе.
Паола е една от най-образованите жени на своето време. Според един съвременник тя „умеела да пише, да пее, да бродира във всичко необходимо за една принцеса... с почти божествен талант“. През 30-те г. на XVI век тя си кореспондира с френския крал Франсоа I.
Овдовява през 1550 г. През 1558 г. вече участва в тържествената среща на херцогинята на Парма Маргарита Австрийска. След смъртта на съпруга си взема активно участие в съдбата на децата и укрепването на благосъстоянието на семейството. По този начин строи църквата „Св. Мария Магдалена" в Борго Сан Донино, от която синът й Еукерио се радва на облаги. През 1560-1562 г. организира брака на най-големия си син с булка от Дом Палавичино. През 1557 г. построява имение със стопански постройки в Ночето. Благодарение на нея замъкът Фонтанелато се превръща във важен културен център, където се провеждат дискусии на литературни, философски и теологични теми. Философите и писатели Тиберио Росели, Бенедето Албинео ди Бианки и Чезаре Делфини служат в двора на Паола. Тя събира и колекция от произведения на изкуството.
Умира през 1570 г. във Фонтанелато на 46 г.

## В изкуството
През 1523-1524 г., по покана на съпруга на Паола, художникът Пармиджанино работи в двора във Фонтанелато. Там, докато рисува стените на будоара на младата графиня, той рисува стенописа „Историята на Диана и Актеон“, на която изобразява господарката на замъка в образа на Церера, древната римска богиня на плодородието. Според някои историци на изкуството картината „Мадоната с дълга шия", създадена от Пармиджанино през 1534 – 1535 г., по всяка вероятност също изобразява Паола. Картината е поръчана от Елена Баярди-Таляфери и сега се съхранява в колекцията на галерията Уфици във Флоренция.

## Брак и потомство
∞ 1516 за граф Джан Галеацо Санвитале (1496, Фонтанелато – 3 декември 1550, Парма), господар на Фонтанелато, син на граф Джакомантонио Санвитале и Вероника да Кореджо от Камарата на суверенните графове на Кореджо и принцовете на Свещената Римска империя, съюзник на Кралство Франция, папата и рода Фарнезе, от когото има шест сина и три дъщери:
- Еукерио Гонзага (1505 – 1571), епископ на Вивие (Ардеш), таен камерхер и виночерпец на папа Павел III, абат комендатор на Джеронда, епископ на Вивиер (1564), посланик във френския двор;
- Джакомо Антонио Гонзага (? – 1563), конник и оръженосец на краля на Франция срещу Карл V, участва в Италианските войни; ∞ за Емилия Палавичино, маркиза на Дзибело-Соляно, от която има 3 дъщери;
- Роберто Гонзага (? – 1577), майордом на Маргарита Австрийска, рицар на херцога на Парма Отавио Фарнезе, ∞ за Антония Гонзага от графовете на Кастел Гофредо и господарите на Луцара, от която няма деца;
- Пиро Гонзага, монах капуцин, приор на Фонтанелато;
- Луиджи Гонзага, на служба на краля на Франция, губернатор на Сабионета, ∞ за Корона Каваци от графовете на Сомаля, от която има 6 сина и 3 дъщери;
- Федерико Гонзага (? – 1553), паж на краля на Франция, участник в Италианските войни, по време на които е пленен и умира малко след освобождаването си;
- Филотеа Гонзага, монахиня в манастира „Свети Квентин“ в Парма;
- Перикария Гонзага, монахиня в манастира „Свети Квентин“ в Парма;
- Клиция Гонзага, монахиня в манастира „Свети Квентин“ в Парма